# Європейська комісія з прав людини
Європейська комісія з прав людини — установа, яка в 1955–1998 роках займалася первісним розглядом скарг приватних осіб на порушення Європейської конвенції про права людини. Після розгляду в комісії скарги, які вона не відхиляла, передавалися або до Європейського суду з прав людини, або до Комітету міністрів Ради Європи.